# Johnny Takter
Johnny William Robert Takter, född 16 november 1958 i Linköping i Östergötlands län, är en svensk före detta travtränare och travkusk, vars hemmabana var Jägersro. Han var på senare år främst aktiv som kusk och har kört stjärnhästar som Moni Maker, Commander Crowe, Iceland, Beanie M.M., Maven, Cash Crowe, On Track Piraten och Oasis Bi.
Han tog sin största seger 2010 då han segrade i det årets upplaga av Elitloppet med Stefan Melander-tränade Iceland. Han har även segrat i stora lopp som Gran Premio Lotteria (1998, 2016), Svenskt Travderby (2007), Breeders' Crown Open Trot (2015), World Trotting Derby (1999) och Svenskt Trav-Kriterium (2018). Han är son till travtränaren Bo W. Takter och bror till travtränaren Jimmy Takter.

## Karriär
Takter fick sin körlicens år 1978. Första segern som kusk tog han dock året före, den 17 april 1977 på Mantorpstravet med hästen Royal. Takter blev bland annat kuskchampion på Jägersro 1981, vilket var första gången som en lärling vann titeln. Takter tog sin 1000:e kuskseger år 1992 med Lady Sapristi på Jägersro. Den 3000:e kusksegern togs den 3 januari 2013 på Åbytravet tillsammans med Flemming Jensens häst Montgomery Hill. Takter blev i och med denna seger den 15:e svenska kusken någonsin att nå 3000 segrar. Den 1 februari 1998 kom han på andraplats i Prix de France med Moni Maker. Loppet var det första lopp som han körde på Vincennesbanan i Paris i Frankrike.

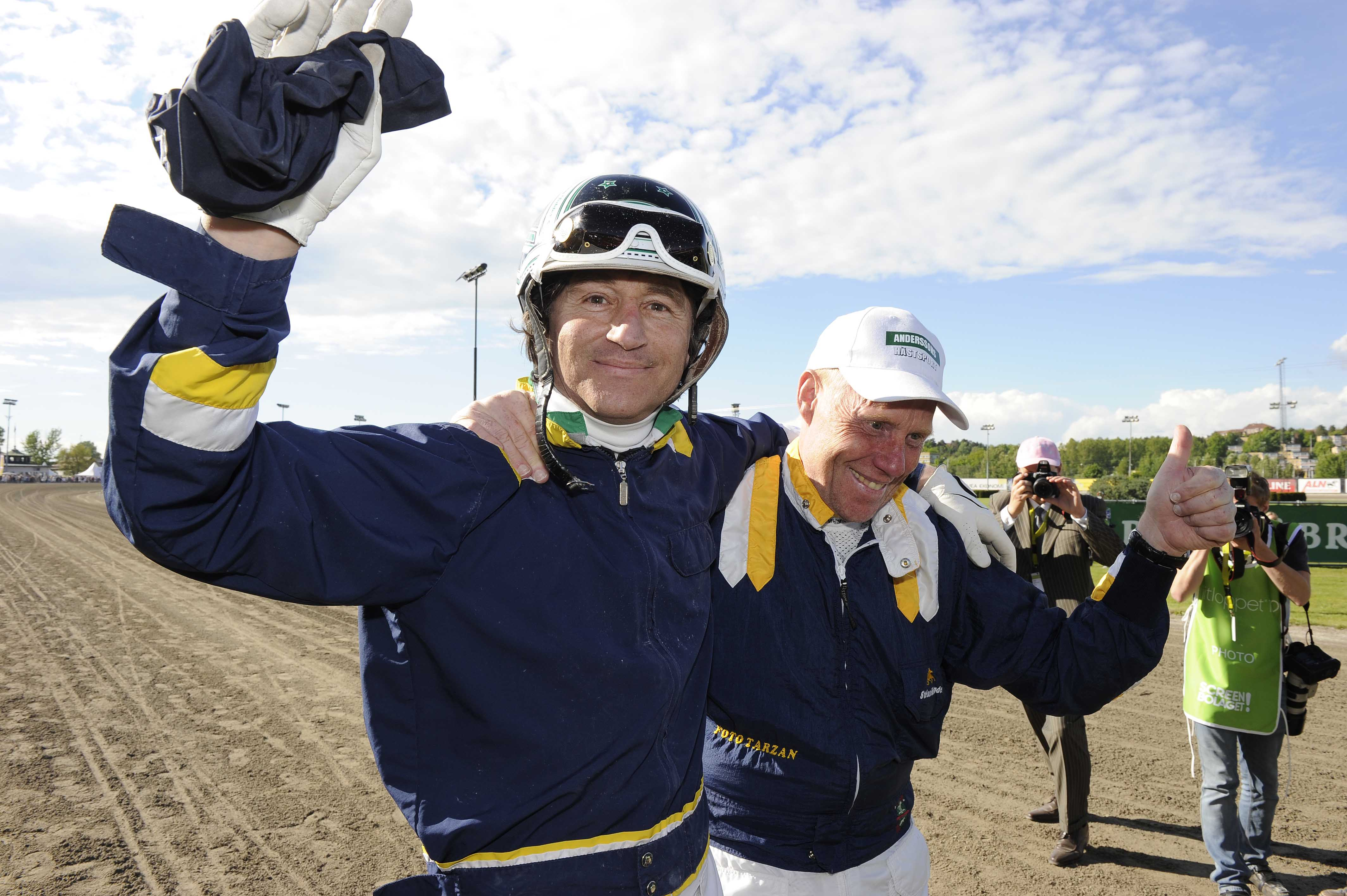
Takter tillsammans med Stefan Melander efter segern med Iceland i Elitloppet 2010.

Tillsammans med hästen Nealy Lobell deltog Takter bland annat i Elitloppets final på Solvalla fem år i rad 1988–1992, både som tränare och kusk. Takter vann Elitloppet 2010 som kusk tillsammans med Stefan Melanders Iceland.
Vid den svenska Hästgalan den 18 januari 2008 vann han utmärkelsen "Årets kusk" för sina insatser under säsongen 2007.

### Hyllning
Samma dag som Svenskt Travderby arrangerades 2016, hyllades familjen Takter på Jägersro, för deras enorma framgångar inom travet. Johnny och hans bror Jimmy gästade banan tillsammans med deras pappa Bo W. Takter, och loppet ”Takter Tribute” kördes till deras ära.

### Timeouter, slut och comebacker
Takter har under sin karriär tagit ett antal timeouter från travsporten, ofta då han tappat motivationen. Bland annat tog han timeout under större delen av 2005, och under comebacken 2006 körde han ett tag i vit kördess. Den vita dressen blev kortlivad, då den av misstag färgades rosa i tvätten, och Takter återgick till sin ordinarie kördress.
Den 6 maj 2018 meddelade Takter i ett öppet brev att han skulle sluta som travkusk, och skulle köra sitt sista lopp på hemmabanan Jägersro den 10 maj. Under samma kväll vann han tre lopp, och redan den 3 juni 2018 var Takter tillbaka i sulkyn och vinnarcirkeln, då han segrade med hästen A Sweet Dance i Guldstoet på Axevalla travbana. Takter kör fortfarande lopp, men har dragit ner på körandet avsevärt.
Under Hambletoniandagen på Meadowlands Racetrack den 4 augusti 2018 vann Takter storloppet Jim Doherty Memorial med hästen The Ice Dutchess, som tränades av hans bror Jimmy.
Den 30 september 2018 vann Takter det klassiska treåringsloppet Svenskt Trav-Kriterium för första gången i karriären. Detta tillsammans med den Timo Nurmos-tränade hästen Inti Boko. Den 23 oktober samma år körde han sitt sista travlopp för året och tog en timeout.
Takter meddelade i mars 2019 att han planerar att börja köra lopp igen, och siktar på att köra lopp igen under april månad.

### Boksläpp
Den 12 maj 2021 släpptes Takters självbiografi En beundrad outsider, skriven av Takter och Henrik Ingvarsson. Takter själv beskriver boken som "brutalt ärlig".

## Psykisk ohälsa
Takter har ett flertal gånger avböjt att köra lopp till påföljd av psykisk ohälsa, något han haft problem med ända sedan han var 15 år. Han har blivit hyllad för att han vågar prata öppet om detta. Takter har även berättat om att han haft problem med sociala fobier, prestationsångest och skuldkänslor.

## Segrar i större lopp

### Grupp 1-lopp
| År   | Lopp                                       | Häst             | Tränare              |
| ---- | ------------------------------------------ | ---------------- | -------------------- |
| 1985 | Hugo Åbergs Memorial                       | Matiné           | Bo W. Takter         |
| 1993 | Derbystoet                                 | Nilema Pearl     | Hans Adielsson       |
| 1994 | Svensk Uppfödningslöpning                  | Trophy Ås        | Johnny Takter        |
| 1997 | Gran Premio d'Europa                       | Kramer Boy       | Johnny Takter        |
| 1997 | Sprintermästaren                           | Kramer Boy       | Johnny Takter        |
| 1998 | Gran Premio Lotteria                       | Kramer Boy       | Johnny Takter        |
| 1999 | Gran Premio Palio Dei Comuni               | Moni Maker       | Jimmy Takter         |
| 2002 | Drottning Silvias Pokal                    | Blues Office     | Petri Puro           |
| 2003 | Forus Open                                 | Tout Ou Rien     | Lutfi Kolgjini       |
| 2007 | Drottning Silvias Pokal                    | Birminghim       | Harald Lunde         |
| 2007 | Svenskt Travderby                          | Commander Crowe  | Petri Puro           |
| 2007 | Svenskt Trav-Oaks                          | Sissel Godiva    | Catrin Fajersson     |
| 2007 | Breeders' Crown, 4-åriga hingstar/valacker | Commander Crowe  | Petri Puro           |
| 2008 | Danskt Travderby                           | Magic Sisa       | Gitte Madsen         |
| 2009 | Danskt Travderby                           | Nice Little Ärt  | Tomas Malmqvist      |
| 2010 | Elitloppet                                 | Iceland          | Stefan Melander      |
| 2010 | E3-final (korta), hingstar/valacker        | Deuxieme Picsous | Johan Lejon          |
| 2010 | Svensk Uppfödningslöpning                  | Global Noble     | Anna Forssell        |
| 2011 | Danskt Travderby                           | Peak             | Kari Lähdekorpi      |
| 2011 | Svensk Uppfödningslöpning                  | Fascination      | Lars I. Nilsson      |
| 2011 | Gran Premio delle Nazioni                  | Beanie M.M.      | Morten Waage         |
| 2012 | Norrbottens Stora Pris                     | Sanity           | Malin Löfgren        |
| 2012 | Svenskt Trav-Oaks                          | Fascination      | Lars I. Nilsson      |
| 2013 | Grosser Preis von Deutschland              | Dreams Take Time | Lars I. Nilsson      |
| 2013 | Derbystoet                                 | Fascination      | Lars I. Nilsson      |
| 2014 | Drottning Silvias Pokal                    | Backfire         | Tomas Malmqvist      |
| 2014 | Sprintermästaren                           | Happy Days       | Michael Lönborg      |
| 2014 | Breeders' Crown, 4-åriga ston              | Backfire         | Tomas Malmqvist      |
| 2015 | Drottning Silvias Pokal                    | Ruby Trap        | Stefan Melander      |
| 2015 | Hugo Åbergs Memorial                       | Creatine         | Jimmy Takter         |
| 2015 | St. Michel Ajo                             | Creatine         | Jimmy Takter         |
| 2016 | Gran Premio Lotteria                       | Oasis Bi         | Stefan P. Pettersson |
| 2017 | Drottning Silvias Pokal                    | Cash Crowe       | Petri Puro           |
| 2017 | Europeiskt championat för ston             | I Love Paris     | Björn Goop           |
| 2017 | Derbystoet                                 | Cash Crowe       | Petri Puro           |
| 2018 | Svenskt Trav-Kriterium                     | Inti Boko        | Timo Nurmos          |